# Savner
Savner è una città dell'India di 26.631 abitanti, situata nel distretto di Nagpur, nello stato federato del Maharashtra. In base al numero di abitanti la città rientra nella classe III (da 20.000 a 49.999 persone).

## Geografia fisica
La città è situata a 21° 22' 60 N e 78° 54' 0 E e ha un'altitudine di 314 m s.l.m..

## Società

### Evoluzione demografica
Al censimento del 2001 la popolazione di Savner assommava a 26.631 persone, delle quali 13.707 maschi e 12.924 femmine. I bambini di età inferiore o uguale ai sei anni assommavano a 3.795, dei quali 1.953 maschi e 1.842 femmine. Infine, coloro che erano in grado di saper almeno leggere e scrivere erano 19.516, dei quali 10.773 maschi e 8.743 femmine.